# Micropterix granatensis
Micropterix granatensis là một loài bướm đêm thuộc họ Micropterigidae. Nó được Heath miêu tả năm 1981. Nó được tìm thấy ở bán đảo Iberia.